# Frøken Larsens Karriere
Frøken Larsens Karriere er en dansk stumfilm fra 1920, der er instrueret af Lau Lauritzen Sr. efter manuskript af Harriet Bloch.

## Handling
Denne artikel mangler et handlingsreferat. Hjælp os med at skrive det.

## Medvirkende
- Astrid Holm - Gunna Larsen, skuespillerinde
- Petrine Sonne - Gunna Larsens husholderske
- Oscar Stribolt - Baron Bassemann
- Rasmus Christiansen - Preben, Baron Bassemanns søn
- Svend Melsing - Grev Kuno Løvskjold, Prebens ven